# Allein Gott in der Höh sei Ehr

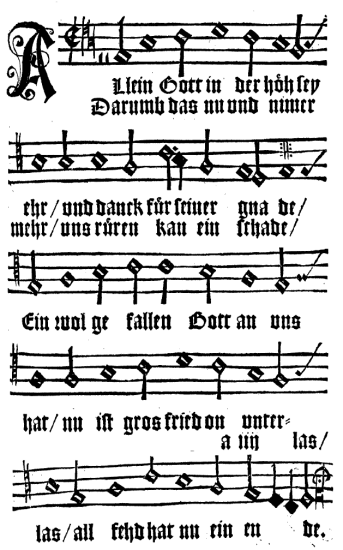
El Allein Gott publicado en el Kirchengenge Deudsch de Kirchengenge Deudsch de Johann Spangenberg (1545)

Allein Gott in der Höhe sei Ehr (en español: Solo Dios sea alabado en las alturas) es un himno litúrgico luterano de 1522/1523 atribuido al compositor alemán Nikolaus Decius. Fue tomado por los reformistas protestantes como el Gloria de la Deutsche Messe, en reemplazo a su versión en latín. En esa línea y como parte del uso de lenguas vernáculas, la letra ha sido traducida y adaptada a diferentes idiomas, manteniéndose la melodía.

## Historia
Con la Reforma protestante iniciada en el Sacro Imperio Romano Germánico, la misa dejó de ser celebrada únicamente en latín, abandonando las disposiciones impuestas por la Iglesia católica. Por años la autoría del himno era considerada como anónima y al ser empleada como la versión en alemán del Gloria en latín, fue llamada coloquialmente como «el Gloria alemán». El texto original fue escrito en bajo alemán en 1522 bajo el título Aleyne God yn der Höge sy eere, publicado al año siguiente. Al ser una de las primeras obras previas a la publicación de himnos de Martín Lutero de 1524 (Primer Himnario Luterano), es catalogado como un “himno temprano” junto a O Lamm Gottes, unschuldig. La primera versión en alto alemán fue impresa en Leipzig por Valentin Schumann y publicada en 1539. Si bien inicialmente fueron publicadas tres estrofas, una cuarta fue añadida por el sacerdote reformista Joachim Slüter. La melodía (Zahn N° 4457) es una adaptación del Gloria cantado en gregoriano para Pascua, Lux et origo (GL 114). Finalmente, la primera publicación de la letra y melodía completa en conjunto fue hecha por Johann Spangenberg en su himnario Kirchengesenge Deudtsch (Magdeburgo, 1545).